# Alan Pires
Alan Pires da Graça (sinh ngày 4 tháng 1 năm 1993), hay còn gọi Alan, là một cầu thủ bóng đá Brasil thi đấu ở vị trí hậu vệ cho đội bóng Armenia Ararat Yerevan, mượn từ FC Alashkert.

## Sự nghiệp

### Câu lạc bộ
Ngày 14 tháng 2 năm 2018, Alan ký bản hợp đồng 18 tháng với câu lạc bộ Giải bóng đá ngoại hạng Armenia FC Alashkert. Ngày 1 tháng 3 Alashkert thông báo rằng Alan đã đến câu lạc bộ Giải bóng đá ngoại hạng Armenia Ararat Yerevan mượn đến hết mùa giải.

## Thống kê sự nghiệp

### Câu lạc bộ
Tính đến 12 tháng 11 năm 2017.
| Câu lạc bộ              | Mùa giải            | Giải vô địch                    | Giải vô địch | Giải vô địch | Cúp     | Cúp       | Châu lục | Châu lục  | Khác    | Khác      | Tổng    | Tổng      |
| Câu lạc bộ              | Mùa giải            | Division                        | Số trận      | Bàn thắng    | Số trận | Bàn thắng | Số trận  | Bàn thắng | Số trận | Bàn thắng | Số trận | Bàn thắng |
| ----------------------- | ------------------- | ------------------------------- | ------------ | ------------ | ------- | --------- | -------- | --------- | ------- | --------- | ------- | --------- |
| Vila Nova               | 2012                | Série C                         | 1            | 0            | 0       | 0         | –        | –         | 4       | 0         | 5       | 0         |
| Vila Nova               | 2013                | Série C                         | 16           | 0            | 0       | 0         | –        | –         | 10      | 1         | 26      | 1         |
| Vila Nova               | Tổng cộng           | Tổng cộng                       | 17           | 0            | 0       | 0         | –        | –         | 14      | 1         | 31      | 1         |
| Duque de Caxias         | 2014                | Série C                         | 0            | 0            | 1       | 0         | –        | –         | 10      | 0         | 11      | 0         |
| Madureira Esporte Clube | 2014                | Série C                         | 2            | 0            | 0       | 0         | –        | –         | 0       | 0         | 2       | 0         |
| Sintrense               | 2014–15             | Campeonato Nacional de Seniores | 2            | 0            | 0       | 0         | –        | –         | 0       | 0         | 2       | 0         |
| CRAC                    | 2015                | Série D                         | 0            | 0            | 0       | 0         | –        | –         | 3       | 0         | 0       | 0         |
| Glória                  | 2016                | –                               | –            | –            | 0       | 0         | –        | –         | 0       | 0         | 0       | 0         |
| Tubize                  | 2016–17             | Belgian First Division B        | 22           | 1            | 3       | 0         | –        | –         | 0       | 0         | 25      | 1         |
| Tubize                  | 2017–18             | Belgian First Division B        | 2            | 0            | 1       | 0         | –        | –         | 0       | 0         | 3       | 0         |
| Tubize                  | Tổng cộng           | Tổng cộng                       | 24           | 1            | 4       | 0         | –        | –         | 0       | 0         | 28      | 1         |
| Tổng cộng sự nghiệp     | Tổng cộng sự nghiệp | Tổng cộng sự nghiệp             | 45           | 1            | 5       | 0         | –        | –         | 27      | 0         | 77      | 1         |

Notes
1. 1 2 3  Appearances ở Campeonato Goiano
2. ↑  Appearances ở Copa do Brasil
3. ↑  Appearances ở Campeonato Carioca
4. 1 2  Appearances ở Cúp bóng đá Bỉ